# Peracense
Peracense ist ein Ort und eine Gemeinde (municipio) mit nur noch 74 Einwohnern (Stand: 2024) im äußersten Norden der Provinz Teruel in der autonomen Region Aragonien im östlichen Zentrum von Spanien. Die Gemeinde gehört zur bevölkerungsarmen Serranía Celtibérica.

## Lage und Klima
Peracense liegt in der Sierra de Cucalón in ca. 1215 m Höhe und ist ca. 55 km (Fahrtstrecke) in nordnordwestlicher Richtung von der Provinzhauptstadt Teruel entfernt. 
Das Klima ist trotz der Höhenlage gemäßigt bis warm; Regen (ca. 492 mm/Jahr) fällt übers Jahr verteilt.

## Bevölkerungsentwicklung
| Jahr      | 1970 | 1981 | 1991 | 2001 | 2011 | 2021 |
| Einwohner | 191  | 112  | 103  | 98   | 80   | 84   |

## Sehenswürdigkeiten

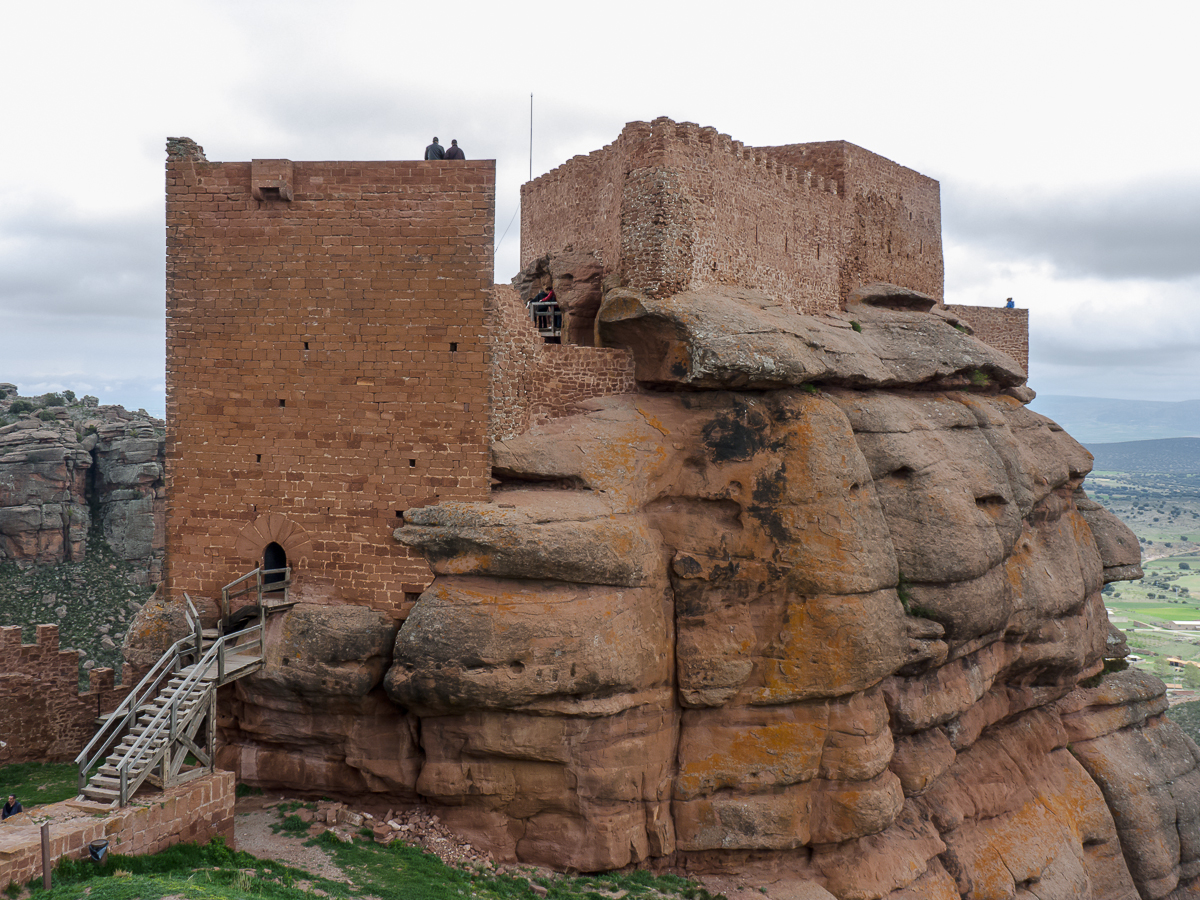
Burg von Peracense
- Peterskirche

- Burg von Peracense